# Anan (Haute-Garonne)
Anan (okzitanisch gleichlautend) ist eine französische Gemeinde mit 265 Einwohnern (Stand 1. Januar 2022) im Département Haute-Garonne in der Region Okzitanien (vor 2016 Midi-Pyrénées). Sie gehört zum Arrondissement Saint-Gaudens und zum Kanton Cazères. Die Einwohner nennen sich Ananois.

## Geographie
Anan liegt im Nordosten des Plateaus von Lannemezan an der Save, 32 Kolometer nördlich von Saint-Gaudens. An der westlichen Gemeindegrenze verläuft das Flüsschen Larjo. Umgeben wird Anan von den Nachbargemeinden L’Isle-en-Dodon im Nordwesten und Norden, Saint-Frajou im Osten und Südosten, Saint-Laurent im Süden, Montesquieu-Guittaut im Südwesten sowie Puymaurin im Westen und Nordwesten.

## Bevölkerungsentwicklung
| Jahr                       | 1962 | 1968 | 1975 | 1982 | 1990 | 1999 | 2006 | 2013 | 2020 |
| Einwohner                  | 308  | 270  | 261  | 244  | 238  | 230  | 217  | 228  | 258  |
| Quellen: Cassini und INSEE |      |      |      |      |      |      |      |      |      |

## Sehenswürdigkeiten

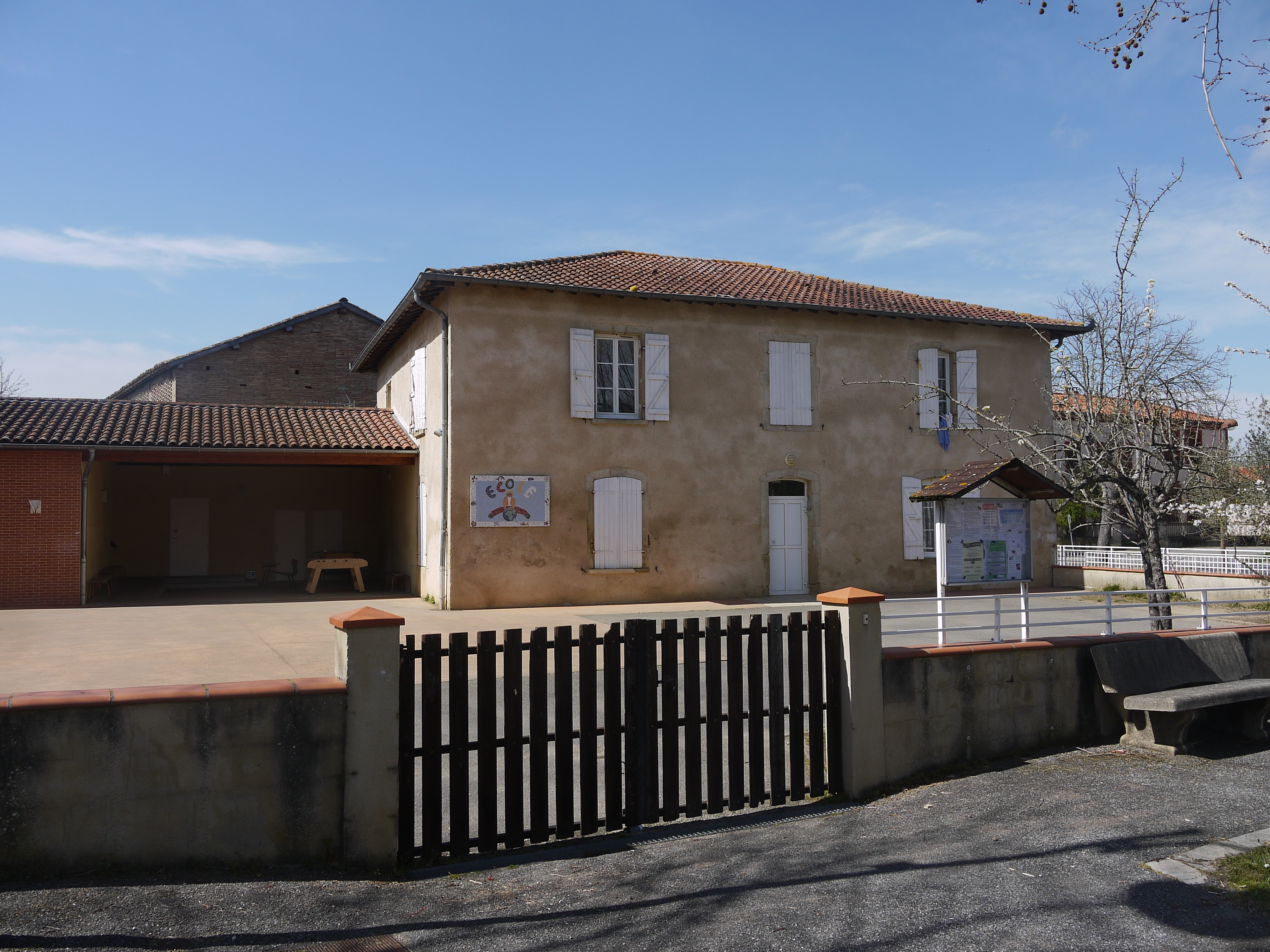
Grundschule

- Kirche Saint-Jean, erbaut 1854